# Distretto di Phan Thong
Il distretto di Phan Thong (in thailandese: พานทอง) è un distretto (amphoe) della Thailandia, situato nella provincia di Chonburi.